# Дивин Мјансади Мполо
Дивин Мјансади Мполо (фр. Divine Miansadi Mpolo; Киншаса, 4. септембар 2004) конгоанска је пливачица и олимпијка чија ужа специјалност су спринтерске трке слободним стилом. 

## Спортска каријера
Мјансади је била део олимпијског тима ДР Конга на ЛОИ 2024. у Паризу где се такмичила у трци на 50 метара слободним стилом. Наступила је у првој квалификационој групи где је пливала у стази 3, и са временом од 44.10 секунди заузела је званично последње место у конкуренцији 79 такмичарки. 